# Салманова, Сона Садых кызы
Сона Садых кызы Салманова (азерб. Sona Sadıx qızı Salmanova, род. 12 мая 1956, Гурсали, Спитакский район) — азербайджанский юрист. Судья Конституционного суда Азербайджана (с 1998). Заместитель председателя Конституционного суда Азербайджана.

## Биография
Родилась 12 мая 1956 года в Спитакском районе Армянской ССР. В 1973 году окончила городскую среднюю школу в Гяндже. В 1979 году окончила юридический факультет Азербайджанского Государственного Университета.
Доктор философии по праву.
В 1984 году окончила курсы совершенствования судей в Москве. В 1988 году прошла практику в Верховном Суде СССР.
В 1979—1980 годах работала судебным секретарем в Бакинском городском суде. С 1980 по июль 1983 года являлась секретарем Пленума Верховного суда Азербайджанской ССР, директором секретариата Президиума и Пленума Верховного Суда Азербайджанской ССР.
С 1983 по 15 июля 1998 года работала судьей Верховного Суда Азербайджана.
14 июля 1998 года решением Милли Меджлиса Азербайджана назначена судьёй Конституционного Суда Азербайджана.
16 декабря 2005 года назначена заместителем председателя Конституционного суда Азербайджана. 1 июля 2010 года полномочия были продлены.

## Награды
- Заслуженный юрист Азербайджана (17 августа 2006, за многолетнюю работу в органах судебной власти Азербайджанской Республики и образцовое выполнение обязанностей судьи)[4]
- Медаль «100-летие Азербайджанской Демократической Республики» (27 мая 2019)
- Орден «За службу Отечеству» II степени (13 июля 2023, за плодотворную деятельность в судебных органах и на государственной службе)[5]